# Liga Mundial para la Reforma Sexual
Liga Mundial para la Reforma Sexual sobre Bases Científicas (nombre completo en alemán: Weltliga für Sexualreform auf sexualwissenschaftlicher Grundlage; en inglés: World league for sexual reform on scientific basis) fue una asociación creada en 1928, durante un congreso sobre la reforma sexual realizado en Copenhague. Los directores de la liga fueron el alemán Magnus Hirschfeld, el británico Havelock Ellis y el suizo Auguste Forel.

## Objetivos de la Liga Mundial para la Reforma Sexual
1. Iguales privilegios y obligaciones para hombres y mujeres en cuanto a su vida sexual, como en sus vidas políticas y económicas.
2. Liberación de las relaciones maritales de la dominación de la iglesia. Reforma de las leyes que regulan el matrimonio y el divorcio.
3. Control de la concepción (métodos anticonceptivos) de forma que la procreación pueda ser realizada de forma deliberada y sólo con un debido sentido de la responsabilidad.
4. Aplicación del conocimiento del eugenismo hacia la mejora de la raza, a través de la selección de nacimientos. (Estímulo de la propagación de los sanos y dotados, y la esterilización de los no aptos.)
5. Protección de las madres solteras y de los hijos «ilegítimos».
6. La comprensión científica y adecuada de las variaciones en la constitución sexual (intersexualidad) y una correspondiente actitud racional, por ejemplo, hacia hombres y mujeres homosexuales.
7. Educación sistemática de la biología del sexo, especialmente en cuanto a los problemas relacionados con las enfermedades de transmisión sexual. Promocionar una actitud saludable hacia el sexo, incluyendo el conocimiento de la vida sexual sana y sin complicar por un sentimiento de culpabilidad.
8. Reformas legales y sociales en cuanto a la prostitución para eliminar sus peligros (especialmente enfermedades venéreas).
9. Desviaciones y anormalidades del impulso sexual deben ser considerados como más o menos patológicos y no como crímenes, vicios o pecados.
10. Reforma del código penal en lo que respecta a los crímenes sexuales. Sólo deben ser considerados criminales aquellos actos sexuales que violan los derechos de otra persona. La protección de menores y de personas de mente débil. Actos sexuales entre adultos responsables, realizados con consentimiento mutuo, deben ser considerados como un asunto privado (y no responsabilidad de las leyes).
La diferencia entre crimen y vicio: el primero —como antisocial— siendo objeto de la ley; el control del segundo —como un problema personal— siendo objeto de la educación.
Encabezamiento del boletín oficial en 1933

## Historia
Magnus Hirschfeld organizó en Berlín el Primer Congreso Internacional para la Reforma Sexual sobre la Base de la Ciencia Sexual del 15 al 21 de septiembre de 1921, congreso que asentó las bases originales de la Liga. La Liga Mundial para la Reforma Sexual se creó oficialmente el 3 de julio de 1928 en su congreso en Copenhague. Estuvieron presentes representantes de muchos países: Inglaterra, Estados Unidos, Canadá, Alemania, Francia, Rusia, Austria, Suiza, Checoslovaquia, Italia, Países Bajos, Bélgica, España, Japón, Noruega, Suecia, Dinamarca, Islandia, Lituania, Egipto, Liberia, Argentina, Chile, las Indias Británicas y Malasia.
Ralf Dose ha escrito una reseña de la Liga. Se celebraron congresos en Copenhague (1928), Londres (1929), Viena (1930) y Brno (1932). Entre los oradores del congreso se encontraban: Hirschfeld, Norman Haire, Vera Brittain, Dora Russell, Charles Vickery Drysdale (de la Liga Maltusiana), Stella Browne, Ernst Gräfenberg, Marie Stopes, David Eder (un psiquiatra pionero), Laurence Housman, George Cecil Ives, Eden Paul, Aleksandra Kolontái, Max Hodann, Felix Abraham (quien, junto con el Dr. Ludwig Levy-Lenz realizó la primera operación de cambio de sexo del mundo en 1931 en el Institut für Sexualwissenschaft de Hirschfeld en Berlín), Bernard Shaw, Bertrand Russell, Ethel Mannin, Harry Benjamin, Peter Schmidt, William J. Robinson (un cruzado estadounidense de la anticoncepción) y Jack Flügel, un psicólogo freudiano que ayudó a Norman Haire y Dora Russell a organizar el Congreso y también dirigió el Partido de Reforma del Vestido Masculino. Aunque no era orador, Albert Einstein estaba en contacto con el Congreso.
Magnus Hirschfeld, el médico británico Havelock Ellis y el psiquiatra suizo Auguste Forel fueron elegidos los primeros presidentes de la Liga Mundial. A partir de 1930, Norman Haire y el danés Jonathan Leunbach reemplazaron a los ancianos y en gran medida inactivos Ellis y Forel, pero estos últimos siguieron siendo presidentes honorarios.
En 1928, Francis Turville-Petre, arqueólogo británico y amigo de Christopher Isherwood, estuvo trabajando en el Instituto Hirschfeld en el Berlín de Weimar. Mientras residía en Berlín Turville-Petre fue miembro activo del Comité Científico-Humanitario, que hizo campaña por la reforma legal y los derechos humanos de las personas homosexuales, y asistió al Segundo Congreso en Copenhague en 1928.
En 1929 Hirschfeld presidió el tercer congreso internacional celebrado en Wigmore Hall, Londres. El evento estuvo organizado por Hirschfeld, el sexólogo de Harley Street, Norman Haire, como secretario y Dora Russell como tesorera. El discurso de Hirschfeld elogió a los científicos británicos como "distinguidos pioneros en eugenesia". Varias feministas británicas asistieron a la conferencia de 1929, entre ellas Naomi Mitchison (cuyo trabajo fue "Algunos comentarios sobre el uso de anticonceptivos por personas inteligentes"), Dora Russell ("Matrimonio y libertad"), Janet Chance, pionera de la reforma de la ley del aborto ("Un centro de educación matrimonial en Londres"), Vera Brittain, escritora y pacifista ("El fracaso de la monogamia") y Stella Browne ("El derecho al aborto").
En 1930 la Liga afirmaba contar con 182 miembros. También afirmó tener 190.000 miembros en total, muchos de ellos pertenecientes a organizaciones afiliadas. Entre sus miembros se encontraba el Dr. Juan Fernán Pérez. Los grupos que constituyeron partes de su membresía mundial incluyeron la Liga Nacional Alemana para el Control de la Natalidad y la Higiene Sexual, el Comité Científico-Humanitario, la Sociedad Británica para el Estudio de la Psicología Sexual y la Liga para la Protección de la Maternidad y la Reforma Sexual.
En 1932 Hugo Iltis organizó la cuarta conferencia internacional de la WLSR en Brno. Los planes para una quinta conferencia en Moscú fueron cancelados debido a las tensiones políticas causadas por el creciente poder de Hitler y Stalin.
Muchos de los libros y registros de la WLSR fueron destruidos por los nazis durante un asalto al instituto en Berlín en mayo de 1933. La Liga dejó de existir en 1935.

### Historia de la Liga Española para la Reforma Sexual
En España también hubo una sección propia de la Liga mundial por la reforma sexual, la Liga española por la reforma sexual sobre Bases Científicas, creada en 1932, siendo su presidente Gregorio Marañón y su secretaria Hildegart Rodríguez. Sin embargo, la sección española fue socialmente la más conservadora y de las pocas que no incluyó la homosexualidad en su programa. La homosexualidad se mantuvo como un tabú hasta la Guerra Civil.